# Björnligan (film)
Björnligan (engelska: The Bad News Bears) är en amerikansk komedifilm från 1976 i regi av Michael Ritchie, med Walter Matthau och Tatum O'Neal i huvudrollerna.
Bill Lancaster vann Writers Guild of America Award för bästa originalmanus i komedikategorin för filmen. Walther Matthau nominerades till BAFTA Award för bästa manliga huvudroll för sina roller i Björnligan och The Sunshine Boys.

## Handling
Morris Buttermaker är en alkoholiserad, före detta Minor League-spelare som arbetar som poolstädare. Han rekryteras av statsfullmäktigeledamoten och juristen Bob Whitewood att träna det nyaste laget i San Fernando Valleys Little League, Bears. Han inser snabbt att laget består av spelare som inte platsat i de andra lagen, inklusive Whitewoods son, Toby. Efter att Bears förlorat sin första match med ett så dåligt resultat att Buttermaker valt att bryta matchen bestämmer sig spelarna för att de vill sluta. Buttermaker börjar dock ta sitt tränaruppdrag på större allvar och han värvar också sin ex-flickväns dotter, Amanda, en skicklig pitcher som han tränat när hon var yngre.

## Medverkande
| Walter Matthau     | – Morris Buttermaker |
| Tatum O'Neal       | – Amanda Whurlizer   |
| Vic Morrow         | – Roy Turner         |
| Joyce Van Patten   | – miss Cleveland     |
| Ben Piazza         | – Bob Whitewood      |
| Jackie Earle Haley | – Kelly Leak         |
| Alfred W. Lutter   | – Ogilvie            |
| Chris Barnes       | – Tanner Boyle       |

## Bakgrund
Manusförfattaren Bill Lancaster inspirerades av sin egen barndom i västra Los Angeles, han spelade själv Little League med ena benet förlamat på grund av polio.

## Produktion
Björnligan började spelas in den 4 augusti 1975 i Chatsworth i Los Angeles. Nästan hela filmen är inspelad i och omkring San Fernando Valley.

## Uppföljare
Filmen fick två uppföljare, Björnligan i hårdträning (1977) och Björnligan åker till Japan (1978), och en TV-serie som sändes på CBS i två säsonger med början 1979. En nyinspelning gjordes 2005 med titeln Bad News Bears och med Billy Bob Thornton i huvudrollen.